# 异丙咪嗪
异丙咪嗪，分子式C19H24N2，是一种三环类抗抑郁药（TCA），与丙咪嗪是位置异构体，区别在于亚胺联苄三环变为异亚胺联苄。